# Shanguang
Shanguang (kinesiska: 善广) är en socken i sydvästra Kina. Den ligger i Zhong härad i storstadsområdet Chongqing, omkring 140 kilometer nordost om det centrala stadsdistriktet Yuzhong. Antalet invånare är 10 523. Befolkningen består av 5 317 kvinnor och 5 206 män. Barn under 15 år utgör 24,0 %, vuxna 15-64 år 61 %, och äldre över 65 år 14,0 %.